# 960
Cette page concerne l'année 960  du calendrier julien. Pour l'année 960 av. J.-C., voir 960 av. J.-C. Pour le nombre 960, voir 960 (nombre).
L'année 960 est une année bissextile qui commence un dimanche.

## Événements
- 3 février : le général Zhao Kuangyin est proclamé empereur du Nord de la Chine par ses troupes, sous le nom de Taizu. Il entre pacifiquement à Kaifeng où il fonde la dynastie Song (fin en 1125)[1]. Il passe les quinze années suivantes en campagnes militaires et parvient à réunifier le pays à l'exception du royaume Han du Nord (fin de règne en 976). Zhao Kuangyin, porté au pouvoir par un coup d'État militaire, restaure un régime civil[2]. Il s'appuie sur la classe des lettrés confucéens (jou) parmi laquelle il recrute son personnel administratif.
- Novembre : le général byzantin Léon Phocas bat l'émir hamdanide Sayf al-Dawla au passage du Taurus oriental. L'émir, qui rentre d'un raid dans le thème de Charsian, au-delà de l’Halys, doit abandonner son butin et s’enfuir jusqu’à Alep avec de lourdes pertes. Le thème de Mésopotamie est créé à l'est du haut-Euphrate[3].

- Bologhine ibn Ziri fonde la ville d'Alger (El Djazair Beni Mezghenna) sur le site de l'antique Icosium[4].

### Europe
- 22 avril : Basile II, empereur byzantin est associé au trône à l'âge de trois ans[3]par son père Romain II.
- 19 juin : achèvement de la Bible de León dite de 960, conservée à San Isidoro de León[5].
- Fin juin : la flotte byzantine conduite par Nicéphore Phocas s’embarque à Constantinople ;  l’armée et la flotte se concentrent à Phygèles, au sud d’Éphèse, d’où part une expédition contre la Crète[3].
- Été : Dunstan, élu archevêque de Cantorbéry  à la fin de 959, se rend à Rome pour recevoir le pallium des mains du pape Jean XII[6].
- 11 novembre : Geoffroy Grisegonelle devient comte d’Anjou (fin en 987)[7].

- Le roi de León Sanche Ier le Gras reprend sa capitale León avec l'aide du calife de Cordoue[8]. Le comte de Castille Fernán González est battu et fait prisonnier avec ses fils par García II de Navarre à Cirueña (La Rioja)[9]. Il est bientôt libéré, et le roi de León reconnait l'indépendance de la Castille vis-à-vis des Asturies, avec Burgos comme capitale[10].
- Hugues Capet et son frère Otton font hommage au roi Lothaire en présence de leur oncle Brunon. Hugues devient duc des Francs et Otton duc de Bourgogne[11]. Hugues Capet, nommé ainsi à cause des nombreuses capes d’abbé laïc qu’il détient, est duc des Francs et théoriquement duc de Bourgogne et duc d'Aquitaine. Il est plus puissant que le roi Lothaire, réduit aux domaines d’Attigny, Compiègne et Laon.
- L'abbé Maynard restaure l’abbaye de Saint-Wandrille en Normandie (960-962)[12].